# Zamarada cinnamomata
Zamarada cinnamomata är en fjärilsart som beskrevs av Fletcher 1978. Zamarada cinnamomata ingår i släktet Zamarada och familjen mätare. Inga underarter finns listade i Catalogue of Life.